# Mouvement républicain et citoyen
Mouvement républicain et citoyen (MRC, česky Republikánské a občanské hnutí) je francouzská politická strana, která v lednu 2003 nahradila Hnutí občanů (MC). Založil ji v roce 1993 Jean-Pierre Chevènement poté, co opustil Socialistickou stranu, jelikož nesouhlasil s válkou v Zálivu a Maastrichtskou smlouvou. Jedná se o levicovou a euroskeptickou stranu, akcentující národní suverenismus a jakobínsko-republikánské tradice.
V současné době je zastoupena pouze jedním poslancem v Národním shromáždění a má pouze jednoho senátora.